# Kuzneck
Kuzneck, in russo Кузнецк? (anche traslitterata come Kuznetsk) è una città della Russia europea centrale, situata nell'oblast' di Penza, sulle sponde del fiume Truev, 121 km ad oriente del capoluogo Penza; è il capoluogo amministrativo del distretto omonimo.
Fondata nel 1699 col nome di Trujevo-Voskresenskoe dal fiume Trujev (Toruyev affluente della Sura , anche nome Turuyev, Trujva Turaeva) rinominato dal fondatore Naryškino sotto il regno di Pietro il Grande, ricevette lo status di città nel 1780 dalla zarina Caterina II. Nel 1790, la città assunse il suo nome attuale, essendo capitale dell'omonimo distretto. Nel XIX secolo l'artigianato si sviluppò molto a Kuznetsk ed apparvero le prime fabbriche, fra le quali una fonderia di ferro.

## Società

### Evoluzione demografica
Fonte: mojgorod.ru
- 1897: 20.600
- 1926: 30.000
- 1939: 37.800
- 1959: 56.900
- 1979: 93.600
- 1989: 98.600
- 2007: 88.900